# TransMetro (Monterrei)
O TransMetro é um sistema de Bus Rapid Transit (BRT) que opera em alguns municípios da Região Metropolitana de Monterrei, no Mexico. 
É composto atualmente por 17 linhas em operação, 323.55 km de extensão. O sistema entrou em operação no dia 11 de junho de 2002 na estação Talleres. Despóis começou em outras estações: Exposición (30 de abril de 2005), Sendero e San Nicolás (1 de outubro de 2008), Parque Fundidora e Zaragoza (20 de setembro de 2009), Eloy Cavazos (29 de novembro de 2022) e na estação Hospital Metropolitano (14 de dezembro de 2022).
Atualmente, atende os seguintes municípios: Apodaca, General Escobedo, Guadalupe, Juárez, Cadereyta, Monterrei e San Nicolás de los Garza.

## Frota
No dia 4 de setembro de 2017, 40 novos ônibus (Marcopolo Scania MP60), cada um com capacidade para 110 passageiros, passaram a operar no sistema. As novas unidades, fabricadas pela Scania, contam com sistema GPS, câmeras de vídeo a bordo, ar condicionado e comunicação via radiofrequência. No dia 1 de maio de 2018, 20 novos ônibus (Marcopolo Scania MP60 LE MX) passaram a operar nas linhas da estação San Nicolas e Zaragoza/Parque Fundidora.
Em 17 de novembro de 2019 os ônibus Fotón C12 entraram a operar no sistema na estação Sendero. Mais tarde, entre os dias 29 de novembro de 2022 e 8 de fevereiro de 2023 outra frota desses ônibus chegaram para o serviço nas estações Eloy Cavazos e Hospital Metropolitano.